# Австралийско-Новозеландска епархия (Македонска православна църква)
Австралийско-Новозеландската епархия (на македонска литературна норма: Австралиско-Новозеландска епархија) на Македонската православна църква е една от задграничните ѝ епархии.
Диоцезът ѝ обхваща териториите на Австралия и Нова Зеландия, където се обслужва православната емиграция от Северна Македония. От края на 1995 година епархията се управлява от митрополит Петър Преспанско-Пелагонийски. В 2016 година от епархията е отделена Австралийско-Сиднийската епархия.

## Църкви
| Име                                        | Име                                  | Населено място      | Щат/Територия                |
| ------------------------------------------ | ------------------------------------ | ------------------- | ---------------------------- |
| 1. „Рождество Богородично“                 | „Раѓање на Пресветата Богородица“    | Сиденхам, Мелбърн   | Виктория, Австралия          |
| 2. „Свети Пророк Илия“                     | „Свети Пророк Илија“                 | Фуутскрай, Мелбърн  | Виктория, Австралия          |
| 3. „Свети Никола“                          | „Свети Никола“                       | Престън, Мелбърн    | Виктория, Австралия          |
| 4. „Света Петка“                           | „Света Петка“                        | Мил Парк, Мелбърн   | Виктория, Австралия          |
| 5. „Свети Димитрий Солунски“               | „Свети Димитриј Солунски“            | Спрингвейл, Мелбърн | Виктория, Австралия          |
| 6. „Света Злата Мегленска“                 | „Света Злата Мегленска“              | Уеребии, Мелбърн    | Виктория, Австралия          |
| 7. „Света Богородица Пречиста“             | „Света Богородица Пречиста“          | Ливърпул, Сидни     | Нов Южен Уелс, Австралия     |
| 8. „Света Троица“                          | „Света Троица“                       | Садърланд, Сидни    | Нов Южен Уелс, Австралия     |
| 9. „Свети Василий Велики“                  | „Свети Василиј Велики“               | Нюкасъл             | Нов Южен Уелс, Австралия     |
| 10. „Свети Климент Охридски“               | „Свети Климент Охридски“             | Порт Кембла         | Нов Южен Уелс, Австралия     |
| 11. „Свети Никола“                         | „Свети Никола“                       | Пърт                | Западна Австралия, Австралия |
| 12. „Събор Богородичен“                    | „Собор на Пресвета Богородица“       | Аделейд             | Южна Австралия, Австралия    |
| 13. „Успение Богородично“                  | „Успение на Пресвета Богородица“     | Бризбън             | Куинсланд, Австралия         |
| 14. „Събор на всички македонски светители“ | „Собор на Сите Македонски Светители“ | Окланд              | Нова Зеландия                |